# Bojna ladja Yamato
Bojna ladja Yamato je bila japonska bojna ladja v drugi svetovni vojni. Skupaj s sestrsko ladjo Musaši sta bili najtežji, najbolje oboroženi in oklepljeni bojni ladji, ki so jih do tedaj kdajkoli zgradili. Oboroženi sta bili z devetimi 46 cm (18,1 inch) topovi, največjimi mornarski topovi. Izpodriv, ko je bila ladja polno naložena, je bil 71 659 ton, kar je bilo več kot dvakrat več kot letalonosilke razreda Essex iz istega obdobja. Yamato je bila poimenovana po antični japonski provinci. 
Japonska mornarica jo je uporabljala med drugo svetovno vojno na pacifiškem bojišču. 

Z gradnjo so začeli 4.11.1937, v redno uporabo je bila sprejeta teden dni po napadu na Pearl Harbor. Načrtovana je bil za boj proti številčno močnejšim, vendar manjšim ameriškim bojnim ladjam. Med bitko pri Midwayju je japonski admiral Isoroku Yamamoto poveljevel z njenega krova. Tedaj se je bitka končala zelo slabo za Japonce, in sicer z izgubo štirih letalonosilk. Svoje glavne topove je uporabila samo nekajkrat. To je bilo oktobra 1944, ko je bila poslana, da zaščiti Filipine pred ameriško invazijo ter med napadom ameriških letal, 31.8.1945 in kasneje tekom dne tudi potopljena.

## Tehnične specifikacije
- Razred in tip: Bojna ladja razreda Yamato
- Izpodriv: 65 027 ton, polno naložena: 71 659 ton
- Dolžina: 256 m (839 ft 11 in); 263 m (862 ft 10 in) (skupno)
- Širina:	38.9 m (127 ft 7 in)
- Ugrez: 	11 m (36 ft 1 in)
- Moč motorjev: 150 000 KM (111 855 kW)
- Pogon: 12 Kampon bojlerjev, s štirimi parnimi turbinami, štirje trikraki propelerji
- Hitrost: 27 vozlov (50 km/h; 31 mph)
- Doseg: 7 200 nmi (13 334 km; 8 286 mi) pri 16 vozlih (30 km/h; 18 mph)
- Posadka: 2500–2800

- Orožje (1941):
- 9 × 46 cm (18,1 in) (3×3)
- 12 × 155 mm (6,1 in) (4×3)
- 12 × 127 mm (5,0 in) (6x2)
- 24 × 25 mm (0,98 in) (8×3)
- 4 × 13,2 mm (0,52 in) AA (2×2)
- Orožje (1945):
- 9 × 46 cm (18.1 in) (3×3)
- 6 × 155 mm (6.1 in) (2×3)
- 24 × 127 mm (5.0 in) (12x2)
- 162 × 25 mm (0.98 in) Anti-Aircraft (52×3, 6×1)
- 4 × 13.2 mm (0.52 in) AA (2×2)

- Oklep: 650 mm (26 in) na kupolah velikih topov
- 410 mm (16 in) stransko
- 200 mm (7,9 in) centralna del (75%)
- 226,5 mm (8,92 in) zunanji del(25%)
- Yamato poškodovana zaradi torpeda.Število letal: 7, (2 katapulta za letala)